# Женска лоза усташког покрета
Женска линија усташтва била је једина дозвољена женска организација у НДХ. Женски огранак Хрватске сељачке странке (ХСС), као и друштва попут Хрватске жене, морали су да приступе организацији. У првом плану, чланице покрета су се добротворно бавиле: прикупљањем одеће за борце, збрињавањем рањених бораца, сирочади, избеглица, сиромашних мајки и деце. Такође су ширили усташку пропаганду и промовисали усташки режим. Само 21-годишњим „хрватско-аријевским“ женама било је дозвољено да се учлане у ову организацију.

## Политика усташтва према женама
Стварање НДХ имплицирало је да је нова држава инспирисана национализмом и католичком вером, подстицала и промовисала наталитет и традиционалну породицу. По усташкој идеологији, дужности жене биле су материнство и интелектуални рад. У неким публикацијама оштро су критиковане све жене које још нису постале мајке или не желе ни да буду мајке. Нови режим није створио никакве препреке за унапређење и деловање жена. Подаци потврђују да је број студенаткиња права између априла 1941. и пролећа 1942. порастао са 120 на 727. Усташки покрет није био отворен само за мушкарце, већ и за жене које се окупљају у оквиру посебне структуре познате као „Женска лоза усташког покрета“. Младе девојке, као и дечаци, примали су се у „Усташку омладину“, односно у зависности од узраста у организације као што су Усташка узданица (7-11 година), Усташки јунак (11-14 година) и Старчевићанска омладина (15-21 година), пре почетка радног стажа у јединицама Државне почасне службе рада. Ни жене у усташком покрету нису искључене, што значи да су сликарка Анка Кризманић (1896-1987) и скулпторка Ксенија Кантоци (1909-1995) редовно добијале позиве да учествују у представљању хрватске савремене уметности на великим међународним манифестацијама. изложбе у Берлину, Бечу и Братислави.
Јеврејке су биле стигматизоване и прогањане у усташком режиму због расних закона. Српкиње су биле изложене стигми и насилничком осветничком понашању усташког режима због хегемонистичког режима Краљевине Југославије; Полиција и Краљевска жандармерија Краљевине Југославије спроводили су такву репресију да нису бежали од претњи, застрашивања, злостављања, хапшења, затварања, пребијања и бичевања жена (Марија Храниловић, Манда Девчић), па чак и убистава (сењска жртва Катица Тонковић). Православне жене, ако нису биле из реда народа који нису били савезници НДХ, нису имале поверење режима. Када су власти НДХ схватиле да насиље над Србима (масовна убиства војно способних мушкараца, али и жена и деце) појачава побуну против НДХ, политика према Србима се од почетка 1942. године мења и од тада се Срби називају Хрватима православне вере и постоји жеља да се интегришу у друштво НДХ. Усташки режим је све жене које су се ангажовале као борце, болничарке или политичке раднице у партизанском покрету, односно у Антифашистичком фронту, прозивао као „жене без морала, убице, које врше абортусе и као рушитељице традиционалних вредности“. Усташко мишљење је било да је задатак жена да унесу морал међу људе, а партизанке су користили као лош пример.
У правилнику усташког покрета, на основу тачке 13.„усташког“ устава – ХОП – По наредби Поглавника, стоји да "усташкиње" (чланице Женске лозе хрватског усташког покрета) јесу све чланице Покрета од навршене двадесет и прве године живота и да се "усташкињом" сматра особа која је удата или је уписана на факултет, чак и ако нема 21 годину.

## Чланице
Вође Женске усташке младежи биле су Мира Врљичак-Дугачки и њена наследница Долорес Брацановић. Ирена Јавор, ћерка хрватског политичара Стипе Јавора, постављена је за челницу Усташког женског покрета. Њен заменик била је Власта Арнолд, ћерка познатог хрватског педагога и филозофа Ђуре Арнолда. Задаци ових жена били су мобилизација и организовање девојака и жена у усташки покрет и ширење усташке пропаганде у дневној штампи.
Утицајне чланице ЖЛУП-а:
Зденка Смрекар, Олга Остерман, Власта Арнолд, Мира Врљичак, Ивона Мајхнер, Силва Радеј, Вера Стипетић, Каја Переквоић, Зденка Жанко, Мара Швел-Гармишек, Долорес Брацановић.